# Antonio Loschi
Antonio Loschi, latinisiert Antonius Luschus, (* 1365 oder 1368 in Vicenza; † 1441 ebenda) war ein italienischer Humanist, Dichter, Philologe und Historiker. Er gilt als einer der wichtigsten Humanisten seiner Generation.
Antonio Loschi war Sohn des Notars Ludovico di Niccolò. Dieser stand in den Diensten von Antonio della Scala. Er studierte ab 1386 an der Universität Florenz bei Coluccio Salutati und ging zwei Jahre später an die Universität Pavia, wo er bei Giovanni Travesi Grammatik und Rhetorik studierte. Wahrscheinlich gehörte Gasparino Barzizza zu seinen Mitstudenten. Nach dem Ende seines Studiums 1391 trat er in den Dienst von Gian Galeazzo Visconti, dem Herrscher von Mailand. Zu seinen Hauptaufgaben gehörte es, sich propagandistisch für diesen einzusetzen, was er auch in Briefen, Dichtung und Invektiven tat. Daneben machte er sich einen Namen als Redner, Philologe und Dichter anderer Werke. Er stand in brieflichem Kontakt mit vielen bedeutenden Humanisten seiner Zeit, darunter Coluccio Salutati, Leonardo Bruni, Gian Francesco Poggio Bracciolini, Flavio Biondo, Francesco Barbaro und Francesco Filelfo. Bruni widmete Loschi zwei seiner Schriften. 1397 veröffentlichte er Invectiva in Florentinos. In der Schrift beschuldigte er Florenz, mit ihrem Widerstand gegen den Machtanspruch seines Herrn Gian Galeazzo Visconti den Interessen des florentinischen Volkes entgegenzuhandeln. Die Schrift trübte das Verhältnis zu Coluccio Salutati und Cino Rinuccini, die mit Gegenschriften auf Loschis Werk reagierten. Von Venedig wurde er mit Gesandtschaften zu den Päpsten Innozenz VII. und Gregor XII. betraut. 1409 wurde er apostolischer Sekretär an der Kurie in Rom und blieb bis 1436 in dieser Position. Sein Grabmal befindet sich in der Cattedrale di Santa Maria Annunciata in Vicenza.

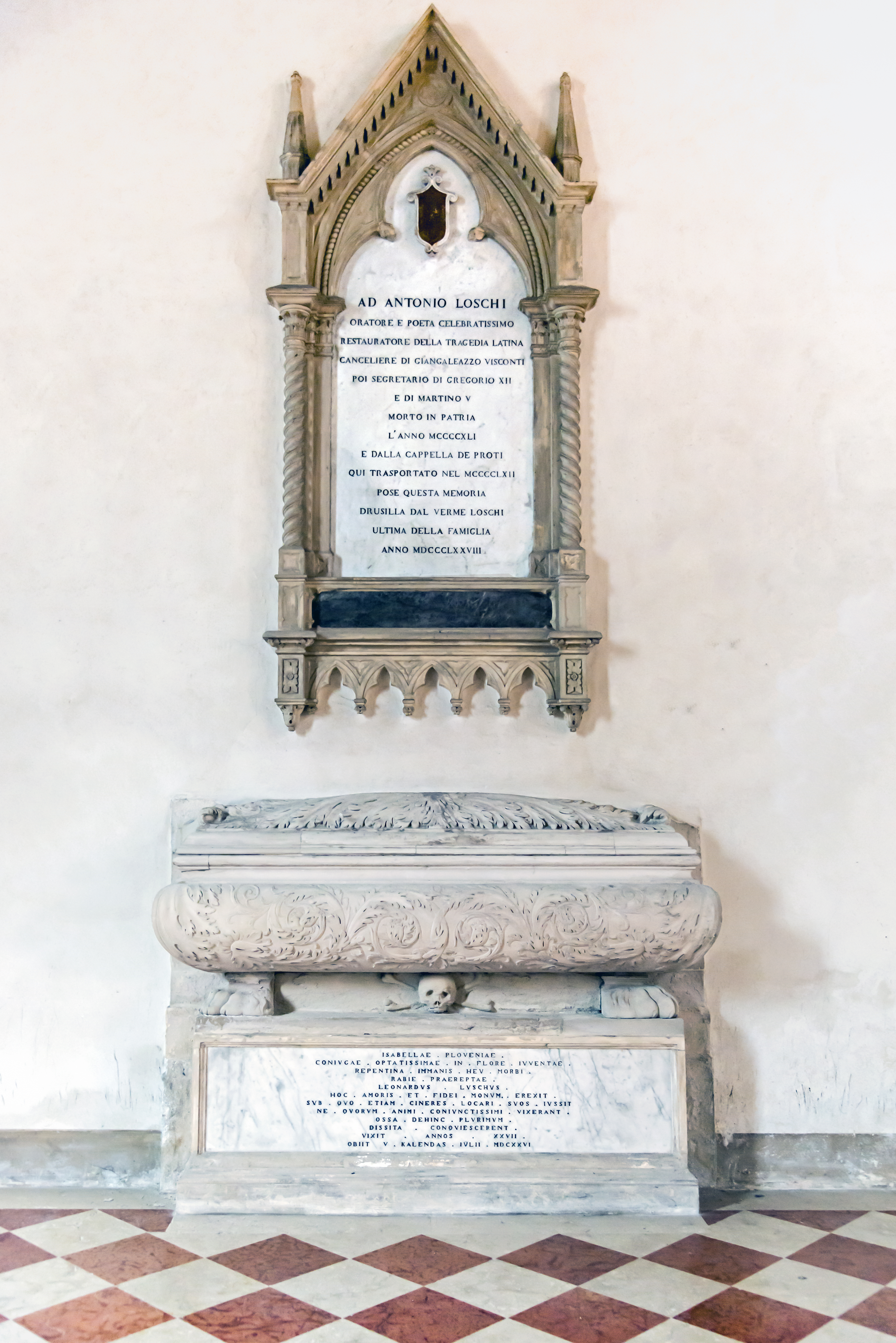
Loschis Grab in Vicenza

Loschi befasste sich als Philologe vor allem mit den römischen Rhetorikern. Quintilians Declamationes übersetzte er ins Volgare, ihm handschriftlich vorliegende Cicero-Reden kommentierte er. Der 1395 entstandene Kommentar wurde 1477 unter dem Titel Inquisitio in Venedig gedruckt. Dabei verband Loschi die Erklärung der Reden mit systematischen Erläuterungen zur Rhetorik, die er aus den antiken Texten zur Rhetorik von Quintilian und Cicero ableitete und schuf damit letztlich eine Art Handbuch der antiken Rhetorik. Nach dem Muster Quintilians schrieb er mit Declamationes controversiales eine eigene rhetorische Schrift. 1390 schrieb er mit Achilles eine Verstragödie.

## Schriften
- Inquisitio super XI orationes Ciceronis, ad fratrem suum optimum. Venedig 1477.
- Carmina quae supersunt fere omnia. Hrsg. von G. Da Schio. Padua 1858.
- Prosatori latini del Quattrocento. Hrsg. von E. Garin. Mailand/Neapel 1952.
- Lirici toscani del Quattrocento II. Hrsg. von A. Lanza. Rom 1975.
- Achilles. Ravenna 1981.

## Belege
1. ↑  Oxford Index (Memento des Originals vom 5. März 2016 im Internet Archive)  Info: Der Archivlink wurde automatisch eingesetzt und noch nicht geprüft. Bitte prüfe Original- und Archivlink gemäß Anleitung und entferne dann diesen Hinweis. (englisch).

| Personendaten    | Personendaten                                             |
| ---------------- | --------------------------------------------------------- |
| NAME             | Loschi, Antonio                                           |
| ALTERNATIVNAMEN  | Luschus, Antonius (latinisiert); Luschis, Antionio de     |
| KURZBESCHREIBUNG | italienischer Humanist, Philologe, Dichter und Historiker |
| GEBURTSDATUM     | 1365 oder 1368                                            |
| GEBURTSORT       | Vicenza                                                   |
| STERBEDATUM      | 1441                                                      |
| STERBEORT        | Vicenza                                                   |